# Первая речь против Катилины
«Первая речь против Катилины» — речь римского оратора Марка Туллия Цицерона, произнесенная 8 ноября 63 года до н. э. на заседании сената, проходившем в храме Юпитера Статора, первая из катилинарий. Её текст полностью сохранился.

## Контекст и содержание
Осенью 63 года до н. э. римский нобиль Луций Сергий Катилина организовал заговор с целью захвата власти. Марк Туллий Цицерон, один из консулов этого года, узнал о заговоре, но не смог получить надёжные доказательства, и поэтому решил подтолкнуть Катилину к отъезду из Рима в лагерь мятежников в Этрурии (такой отъезд выглядел бы как признание вины). Цицерон добился созыва сената в необычном месте, в храме Юпитера Статора, и там произнёс речь, обращаясь к Катилине. Он заявил, что все планы заговорщиков раскрыты, что весь сенат уверен в виновности Луция.
«Доколе же ты, Катилина, будешь злоупотреблять нашим терпением? — спросил оратор. — Как долго ещё ты, в своем бешенстве, будешь издеваться над нами? До каких пределов ты будешь кичиться своей дерзостью, не знающей узды? …Неужели ты не понимаешь, что твои намерения открыты? Не видишь, что твой заговор уже известен всем присутствующим и раскрыт?».
Говоря это, Цицерон блефовал: не все сенаторы были уверены в виновности Катилины, а некоторые были на его стороне. Однако Луций растерялся, не нашёл открытой поддержки и тут же ушёл с заседания. Вскоре (возможно, в тот же день) он уехал из Рима и открыто примкнул к мятежникам. Для Цицерона это стало победой. В начале 62 года до н. э. Катилина был разбит правительственными войсками и пал в схватке, а Цицерон обрёл славу «спасителя отечества».

## Значение
Речь была опубликована в 61—60 годах до н. э., причём её текст подвергся существенной литературной переработке. Она считается с античных времён одним из лучших произведений Цицерона, образцом ораторского искусства. Её отличают образные выражения, метафоры и риторические вопросы. Первые слова речи стали одной из наиболее известных латинских цитат.
Начальные слова речи со времён античности заучивались наизусть в школах, что обеспечило популярность ещё одной фразе, ставшей крылатой, — «О времена! О нравы!» (лат. O tempora! O mores!). Широко известно и выражение Cum tacent, clamant («Тем, что они молчат, они кричат»).
Первые абзацы речи, начиная с XVIII века, использовались как текст для пробных оттисков в типографиях.